# Bahya ibn Paquda
Bahya ben Joseph ibn Paquda, anche: Pakuda, Bakuda (in ebraico בחיי אבן פקודה‎?; Saragozza, ... – Saragozza, ...; fl. XI secolo), è stato un rabbino, teologo e filosofo spagnolo di religione ebraica che visse ed operò in Al-Andalus (Spagna islamica) durante la prima metà dell'XI secolo.
Viene spesso citato col titolo di Rabbeinu Bachya ed è l'autore del primo trattato esistente di etica ebraica, scritto in arabo nel 1040: I doveri del cuore (ar. Al Hidayah ila Faraid al-Qulub, ebr. Chovot ha-Levavot).